# La scena del tribunale - Sciarade
La scena del tribunale - Sciarade (Court Charades) è uno sketch del Monty Python's Flying Circus trasmesso nel secondo episodio della seconda serie.

## Lo sketch
Lo sketch si svolge in un tribunale, dove un giudice (Graham Chapman) deve esprimere un verdetto su un imputato. Il giudice chiede se la giuria ha raggiunto una decisione e uno dei giurati (Michael Palin) risponde affermativamente. Il giudice domanda come giudicano l'imputato e il giurato inizia a fare delle sciarade: per prima cosa alza due dita per indicare due parole, poi alza un dito per segnalare la prima parola e comincia a mimare l'azione di annodare un nodo. Tutti in tribunale cercano di indovinare di cosa si tratti, finché il cancelliere (Eric Idle) indovina ed esclama "knot". Il giurato conferma che è corretto ("knot" in inglese significa "nodo", mentre "not" vuol dire "non"). Successivamente, il giurato alza di nuovo due dita per indicare la seconda parola, alza un dito per segnalare la prima parte e poi inizia a mimare un pesce che indica la propria gola. Dopo vari tentativi, il giudice esclama "gill" e il giurato fa segno che è corretto ("gill" in inglese significa "branchia", ma si pronuncia "guil", che è anche la prima parte di "guilty", ovvero "colpevole"). Infine, il giurato alza nuovamente due dita per indicare la seconda parte e poi mima l'azione di bere una tazza di tè; tuttavia, il giudice non comprende correttamente il significato e giudica l'imputato "not guilcup" ("cup" significa tazza, mentre in realtà doveva essere "tea", pronunciato "ti").
Dopo che l'imputato se n'è andato, il giudice inizia a fare anche lui delle sciarade: innanzitutto alza quattro dita per indicare quattro parole, poi alza un dito per segnalare la prima parola e mima l'azione di chiamare qualcuno. Dopo alcuni tentativi, il cancelliere esclama "call" e il giudice conferma che è corretto ("call" in inglese significa "chiamare").Successivamente, il giudice alza due dita per indicare la seconda parola, fa un gesto per segnalare che si tratta di una parola breve e, dopo vari tentativi, il giurato esclama "the", ricevendo conferma dal giudice ("the" significa "il").Il giudice alza poi tre dita per indicare la terza parola e indica la sua gola. Il cancelliere esclama "neck" ("collo"), ma il giudice fa un gesto simile a "neck" e l'avvocato difensore (Carol Cleveland) esclama "next" ("prossimo"), ottenendo così conferma dal giudice.Infine, il giudice alza quattro dita per indicare la quarta parola, mostra tre dita per segnalare che la parola ha tre sillabe, alza un dito per indicare la prima parte e mima una persona sorda. Il cancelliere esclama "deaf" ("sordo") e il giudice conferma che è corretto.A questo punto, il giudice indica le sue natiche e il giurato esclama "End!" ("fine")! Poi il giudice tira fuori una grossa statua rappresentante una formica e tutti esclamano "ant" ("formica"). Infine, il cancelliere dice: "Call the next defendant" ("chiamate il prossimo imputato").
Arriva l'imputato (Terry Jones), che è un giudice, e il cancelliere lo accusa di aver commesso atti in grado di violare l'ordine pubblico. Gli chiede quindi come si dichiara e l'imputato, per sfuggire al processo, afferma di essere non colpevole. Battendo il martello, fa ritirare la corte, ma il giudice fa richiamare tutti. L'avvocato d'accusa (John Cleese) chiede il reperto A, ovvero una giovane donna seducente, e spiega che quest'ultima era stata ritenuta colpevole di violazione di broncio e che il giudice/imputato l'aveva condannata a essere portata nella sua casa. L'avvocato difensore obietta; l'imputato accoglie la sua obiezione, ma viene zittito dal giudice. L'avvocato d'accusa riprende quindi il discorso, affermando di aver fatto alcune battute sulla giovane donna riguardanti lo spasso e di aver messo la toga sulla sua testa, iniziando a emettere dei sordi mugolii. Tuttavia, l'imputato accusa il giudice di aver fatto le stesse cose con un'altra donna ("una pupa cinese"), ma viene nuovamente zittito dal giudice, il quale sostiene di non poter punire l'imputato perché molti giudici sono emigrati in Sudafrica, iniziando a elogiare il sistema giudiziario sudafricano.Infine, dopo aver espresso le sue lodi, il giudice condanna l'imputato al rogo. Quest'ultimo esclama che non si aspettava l'inquisizione spagnola e inizia il breve sketch L'inquisizione spagnola su un autobus. 
- sketch tratto dal secondo episodio della serie 

## Doppiaggio italiano
Per il doppiaggio italiano vennero fatte alcune modifiche al dialogo sulle sciarade per facilitare i doppi sensi:

### Prima sciarada
- Quando Palin mima il nodo, Idle esclama "Non è niente! Non!".
- Quando Palin mima un pesce che indica il suo collo, Chapman esclama "Collo! Col!".
- Quando Palin mima il bere del tè, Chapman, non capendo, esclama "Tè, vuole del tè! Bene, lei è stato giudicato "non coltevole".

### Seconda sciarada
- Quando Chapman indica il suo collo, Cleese esclama "Trapassato", Idle, vedendo che Chapman fa segno di parola che assomiglia, esclama "Trapassato prossimo" e infine Cleveland esclama "Prossimo!".
- Quando Chapman imita una persona sorda, Idle esclama "Input!".
- Quando Chapman indica le sue natiche, Palin esclama "Ato! Chiamate il prossimo imputato!".
- Quando Chapman tira fuori la statua a forma di formica, tutti esclamano "Vinto!".